# Berlini konferencia
A berlini konferencia (más néven Kongó-konferencia avagy Nyugat-Afrika konferencia) 1884. november 15. és 1885. február 26. között került megrendezésre 14 ország részvételével a német fővárosban, és fő célja a Kongó folyó medencéjében való szabad kereskedelem biztosítása volt. A konferenciát a franciákkal és belgákkal a térségben területi vitákba keveredő Portugália ösztönzésére Bismarck német kancellár hívta össze.
A Kongó-akta néven ismert záródokumentumában a Kongó és a Niger folyókon való kereskedelmet szabaddá tették, felléptek a helyi rabszolga-kereskedelemmel szemben, az egyezményesen megállapított Kongó-medencét háborúk esetére semleges területnek nyilvánították, valamint rögzítették a területszerzés folyamatát a part menti vidékekre vonatkozólag. A dokumentumot az összes résztvevő aláírta és az Egyesült Államok kivételével ratifikálta is. A magyar parlament az 1886. évi XIV. törvénycikk szentesítésével emelte törvényerőre a benne foglaltakat.
A konferenciával kapcsolatban számos vitatott állítás, illetve téves értékelés fogalmazódott meg, melyek a nemzetközi szakirodalomban is gyökeret vertek. A legismertebb ilyen állítás a rendezvénnyel kapcsolatban, hogy ekkor osztották fel Afrikát maguk között a gyarmatosító hatalmak. Ténylegesen ilyen utalás nincs a záródokumentumban; az abban foglaltak kifejezetten csak a part menti területekre vonatkoztak. Ellenben a konferencián használt egyes térképeken láthatók olyan feljegyzések és berajzolt vonalak, melyeken a később ténylegesen létrejött gyarmati határokat jelölték be. Számos történész megítélése szerint a konferencia szerepét Afrika felosztásában eltúlozzák, és a folyamatban nagyobb szerepet tulajdonítanak a konferencia előtt és után (illetve alatt) megkötött kétoldalú egyezségeknek. 
A konferencia ugyanakkor hozzájárult az európai hatalmak gyarmatosítási törekvéseinek fokozódásához, ami felszámolta vagy háttérbe szorította az afrikai államok autonómiáját és önrendelkezését.

## Távoli előzmények – a korai gyarmatosítás

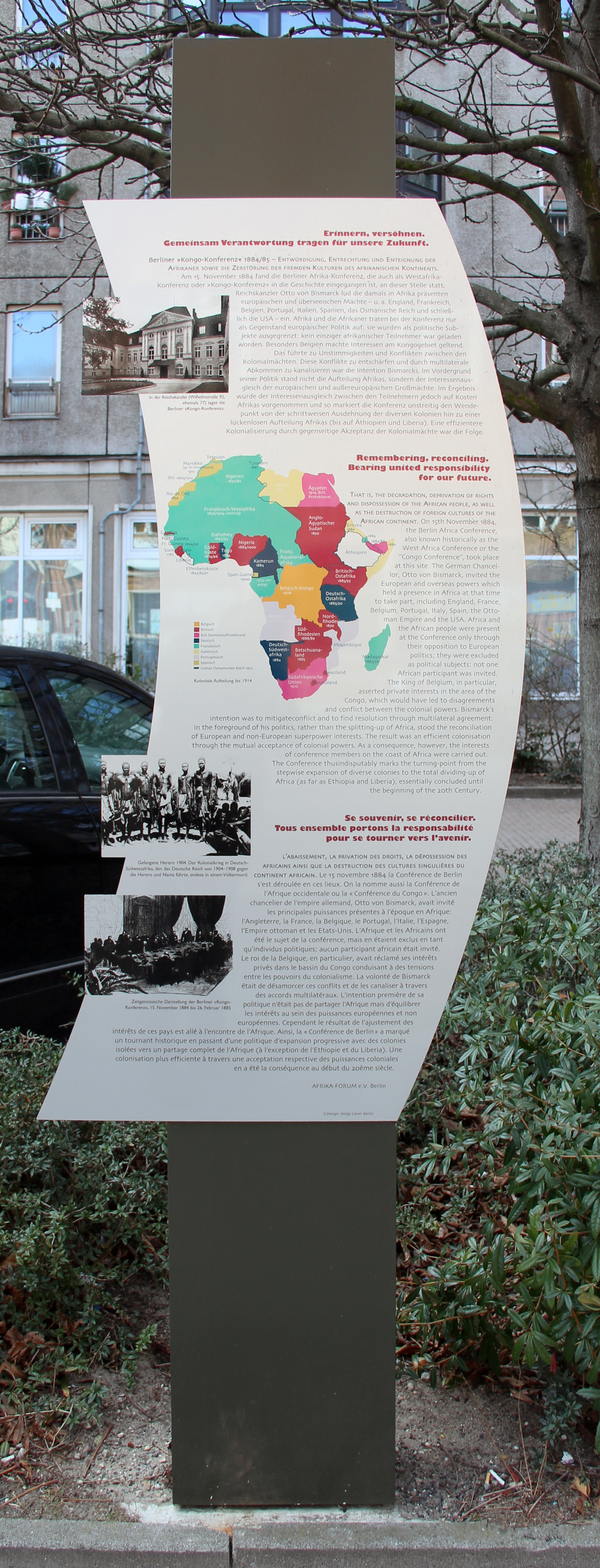
Emléktábla a Wilhelmstraße 92 épületénél Berlinben

Az Indiába vezető tengeri útvonal 15. században való felfedezését követően előbb Portugália és Spanyolország, később Franciaország és Nagy-Britannia, időlegesen pedig Brandenburg, Dánia, Kurföld és Svédország is létrehozott támaszpontokat Afrika partjai mentén, vagy vett birtokába a kontinenshez közeli szigeteket. Ezek főként a fűszerekkel és rabszolgákkal folytatott kereskedelmet szolgálták, de több más afrikai árucikk mellett az elefántcsont és a trópusi faanyagok is beletartoztak. Ebben az időszakban Afrika belső területeit nem tárták fel, és Afrika az európaiak számára továbbra is a „sötét kontinens” maradt.
Afrika trópusi területei a 19. században kevésbé voltak érdekesek az európaiak számára; ekkor főként az abolicionizmus megerősödése és a rabszolga-kereskedelem betiltása fokozta a vidék iránti érdektelenséget. Elsőként Nagy-Britannia tiltotta be a rabszolga-kereskedelmet 1806–1807-ben, de magát a rabszolgatartást nem korlátozta. A rabszolga-kereskedelem betiltásának számos következménye lett, melyek egymásnak ellentmondó hatással bírtak Afrikában. A gyarmattartó hatalmak iparosodásával egyre nagyobb lett a kereslet a növényi zsírok után. Ilyen volt például a földimogyoróból kinyert olaj vagy a pálmaolaj, melyeket a szappangyártáshoz használtak fel. Ezek nagy munkaráfordítással végzett gyűjtögetést kívántak, amit hosszú szállítási útvonalakon való fuvarozás követett, majd a növény húsából vagy magvából az olajat ismét nagy ráfordítással nyerték ki. Ezek a folyamatok a rabszolgamunka növekedését vonták maguk után. A transzatlanti rabszolga-kereskedelem 19. századi visszaszorulása (Nyugat-)Afrika számára elsősorban azt jelentette, hogy a függő viszonyban lévők és a rabszolgák által végzett munka szerepe megnőtt.
Az észak-amerikai gyarmatai egy részének elvesztése után a britek új gyarmatosítható területek után néztek. Mungo Park 1795-ben az első olyan európai Afrika-kutató volt, aki a kontinens belsejét igyekezett felderíteni, és a 19. században egyre többen követték a példáját. A legtöbb kutató tudományos célzattal érkezett, de az ilyen utak később a megbízók gazdasági és politikai érdekeivel vegyültek.
Az első gyarmatosítási kísérletekre a mérsékelt klímájú Dél- és Észak-Afrikában került sor. Fokföldön már 1652-ben holland telepesek jelentek meg, akik a terület 1806-os brit megszállása, majd 1815-ös végleges megszerzése után a belső területekre települtek át. Ez volt a „Groot Trek” 1835-től kezdődően. Északon Franciaország szállta meg 1830-ban Algériát és vonta az országot 1857-ben teljesen a hatalma alá, ami után telepesek célpontja lett.
Libéria telepesei az 1822-ben az Egyesült Államokban felszabadított rabszolgák lettek, mely terület 1847-ben állammá nyilvánította magát. Dél-Afrikában 1839-ben Natal Köztársaság, 1852-ben Transvaal Köztársaság, 1854-ben pedig Oranje Szabadállam néven jöttek létre búr államok. Afrika belső területein európai befolyással számos új birodalom jött létre, melyek közül a nyugat-afrikaiakat többnyire muzulmán dinasztiák irányítottak. 1859 és 1869 között megépült a Szuezi-csatorna, így Kelet-Afrika megközelíthetőbbé vált Európából.

## A konferencia közvetlen előzményei

### II. Lipót gyarmatosító törekvései

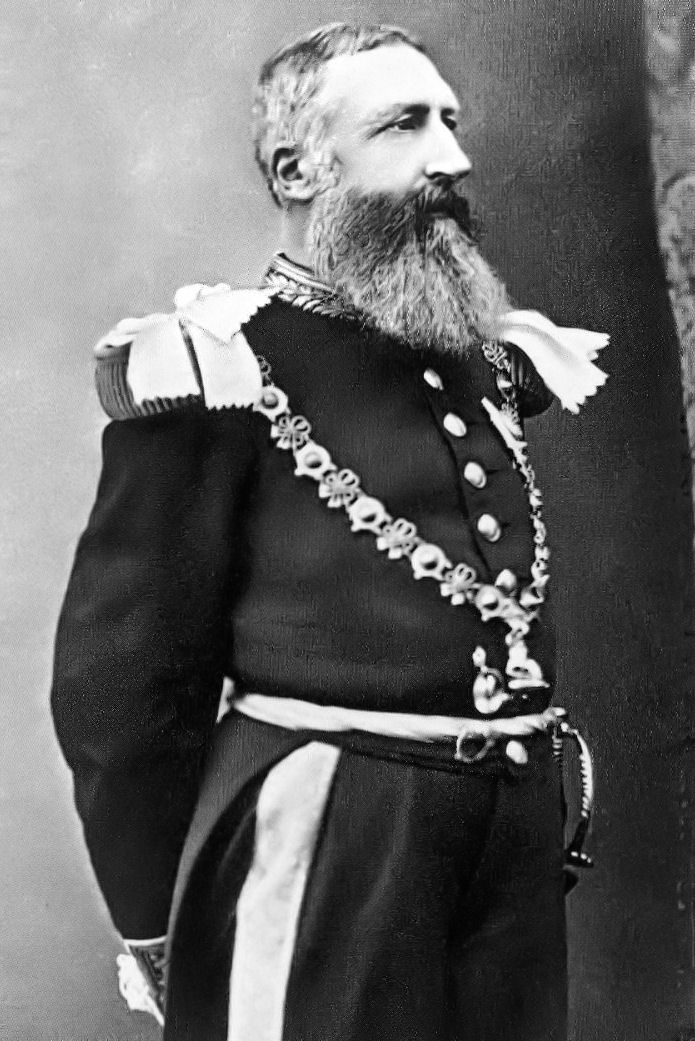
II. Lipót belga király

Az 1880-as évek elején az európai hatalmak érdeklődése jelentősen megnőtt Afrika iránt. Henry Morton Stanley 1874–1877 között a Kongó-medencébe tett expedíciója eltüntette az utolsó nagy „fehér foltot” is Afrika térképéről. Az Afrikában nagy lehetőségeket látó II. Lipót belga király ez idő alatt alapította meg a Nemzetközi Afrika Társaság nevű szervezetet azzal a céllal, hogy feltárja és „civilizálja” a kontinenst. 1879-ben létrehozott egy újabb szervezetet, a gazdasági szempontokat szem előtt tartó Nemzetközi Kongó Társaságot, de ez szorosan kötődött a Nemzetközi Afrika Társasághoz. Lipót titokban felvásárolta a külföldi befektetők részesedését a Kongó Társaságban, és a szervezetet az imperialista céljainak megvalósítására használta fel, míg az Afrika Társaság főként filantróp álcaként szolgált.
A brit felfedező Stanley 1878-ban meghívást kapott Lipóttól, aki segítségét kérte a céljai megvalósításához. 1878-tól 1885-ig Stanley Kongóban tartózkodott, ezúttal mint Lipót ügynöke azzal a titkos megbízatással, hogy szervezze gyarmattá a területet. Ennek már a konferencia után a Kongói Szabadállam nevet adták 1885 augusztusában. Francia ügynökök rájöttek Lipót terveire, és erre reagálva Franciaország saját missziókat küldött Afrikába. 1881-ben egy francia tengerésztiszt, Pierre de Brazza a közép-afrikai megbízatása során utazást tett a Kongó nyugati medencéjébe, és felvonta a francia trikolórt az újonnan alapított Brazzaville-ben (a mai Kongói Köztársaság területén). Végül Portugália is igényeket támasztott a térségben, amiket az egykori Kongói Birodalommal ápolt kapcsolataira hivatkozva hozott fel, és amiket a korábban Spanyolországgal és a katolikus egyházzal kötött szerződéseire is alapozott. A portugálok 1884. február 26-án gyorsan tető alá hoztak egy szerződést a korábbi szövetségesükkel, Nagy-Britanniával, melynek értelmében megakadályozzák a Kongó Társaság Atlanti-óceánra való kijutását.

### Afrikai gyarmatosításának helyzete a konferencia előtt
A Kongó-vidék kérdésének felmerülése előtt már beindult az európai hatalmak expanziója Afrikában. A gyarmatosító hatalmak pedig versengeni kezdtek azon még meg nem hódított területekért, melyeket egy másik hatalom is annektálhatott.
Franciaország Tunéziát, az egyik utolsó berber államot szállta meg egy újabb kalóztámadásra hivatkozva. A Pierre de Brazza által támasztott területi igényekre a francia hadsereg gyorsan reagált, és 1881-ben megszállta a mai Kongói Köztársaság területét, 1884-ben pedig Guineát.
Nagy-Britannia, tapasztalva a portugálok ellenőrizte tengerparti területek geopolitikai jelentőségét, ugyanakkor látva Franciaország terjeszkedését Közép-Afrikától indulva Etiópia, a Nílus és a Szuezi-csatorna irányába, veszélyeztetve érezte a létfontosságú Egyiptomtól Indiába vezető kereskedelmi útvonalat. Ezért Egyiptom összeomlott pénzügyeire és az ezt követő, több száz brit alattvaló halálával és sebesülésével járó urubi lázadásra hivatkozva lépett közbe fegyveresen, és vonta ellenőrzése alá a névlegesen az Oszmán Birodalom fennhatósága alá tartozó területet 1882-ben, amely mellesleg Szudán és Szomália egyes részei felett is uralkodott.
Az olaszok 1870 és 1882 között szerezték meg az első afrikai területeiket Eritreából. Olaszország a hármas szövetség tagja lett, ami áthúzta Bismarck óvatosan kidolgozott terveit, és ez a fejlemény Németországot bevonta Afrika európai gyarmatosításába. A németek is saját expedíciókat indítottak, amit a britek és a franciák fenyegetőnek éreztek. A gyarmatosítóként újonnan fellépő Német Birodalom 1884-ben, közvetlenül a konferencia előtt Togót, Kamerunt, valamint délebbre a Lüderitz-földet vonta hatalma alá, mely utóbbiból később Német Délnyugat-Afrika néven lett gyarmat.

## A konferencia

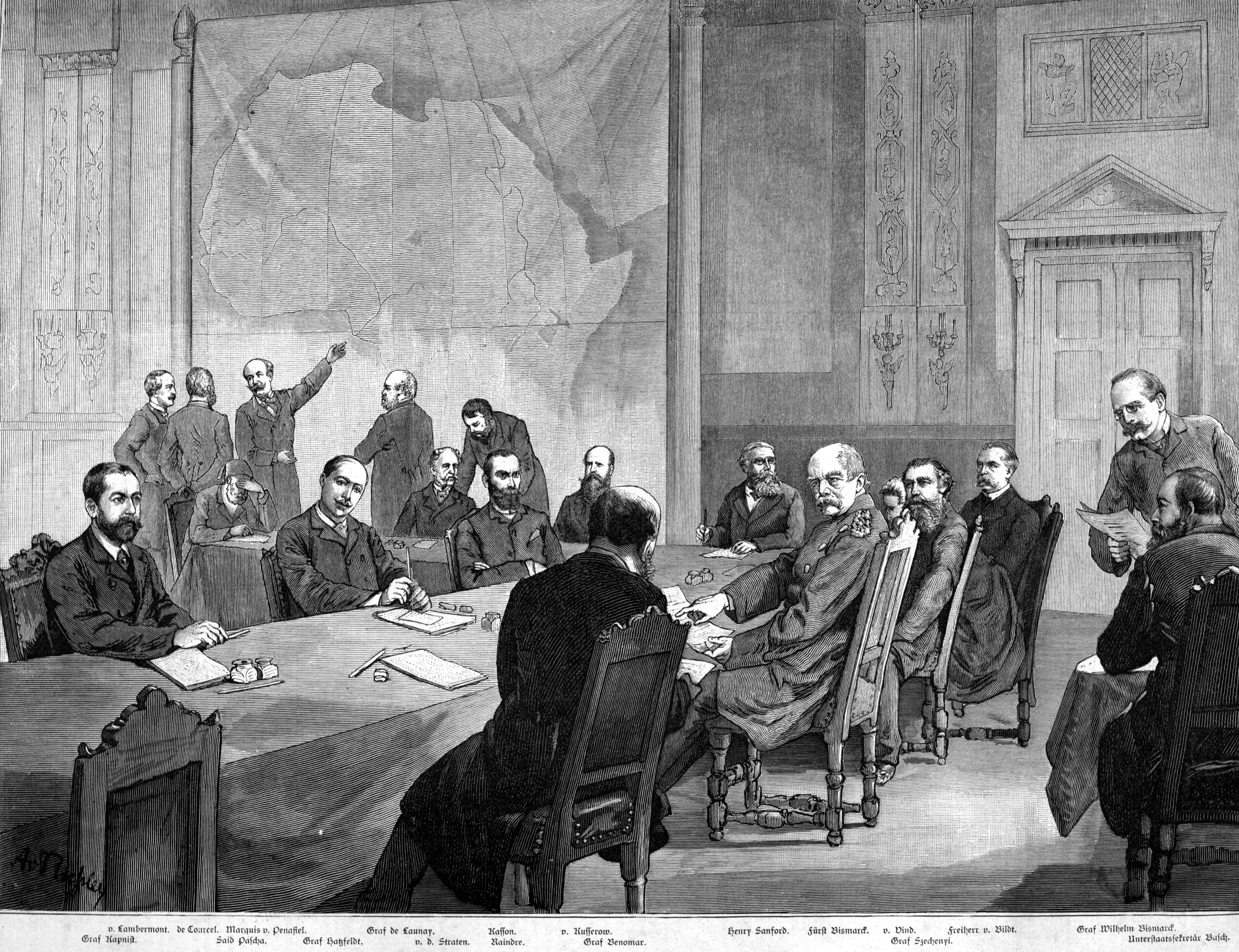
Korabeli metszet a konferencia résztvevőiről

Abban a reményben, hogy a konfliktust hamar lecsillapíthatja, Lipót meggyőzte a franciákat és a németeket, hogy a közös fellépés Afrikában az érdekükben áll. A britek támogatásával és Portugália kezdeményezésére Bismarck kancellár Berlinbe hívta 13 európai ország és az Egyesült Államok képviselőit, hogy közösen határozzák meg az afrikai politikájukat.
A konferencia 1884. november 15-én ült össze a birodalmi kancellária Wilhelmstraßén lévő épületében. Stanley az Egyesült Államok technikai tanácsadójaként vett részt, de kevés befolyással volt a tárgyalásokra. A konferencia 1885. február 26-án ért véget a záródokumentum, az ún. „Kongó-akta” aláírásával. Az Egyesült Államok törvényhozása egyedüliként nem ratifikálta belpolitikai okokból kifolyólag.
II. Lipót nagy győzelmet aratott, mivel lényegében megkapta a saját államát. Afrika nyersanyagokban leggazdagabbnak számító területe ezáltal nem egy nagyhatalom tulajdonába került, hanem a kevésbé jelentős Belgiuméba. A tárgyalásokon megmutatkozott, hogy Nagy-Britannia és Franciaország érdekei a gyarmatosítás területén nem egyeztethetők össze. Ugyanakkor Bismarck gyarmatosítási politikáját belpolitikai és európai érdekek határozták meg.

### Záródokumentum – a Kongó-akta

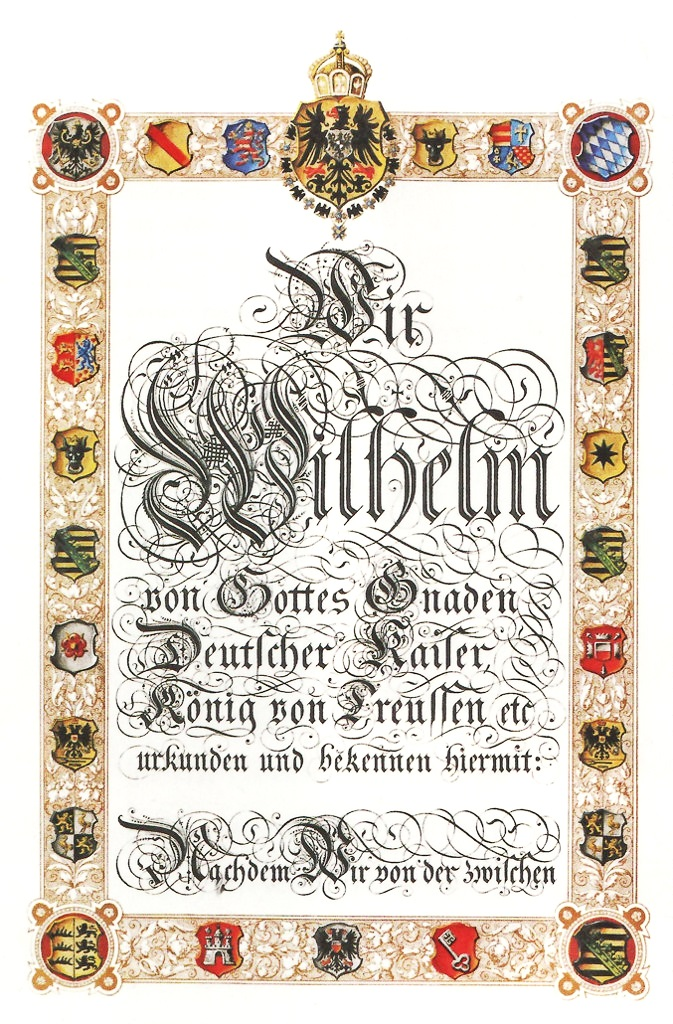
A német ratifikációs okirat címoldala
(1885. április 8.)

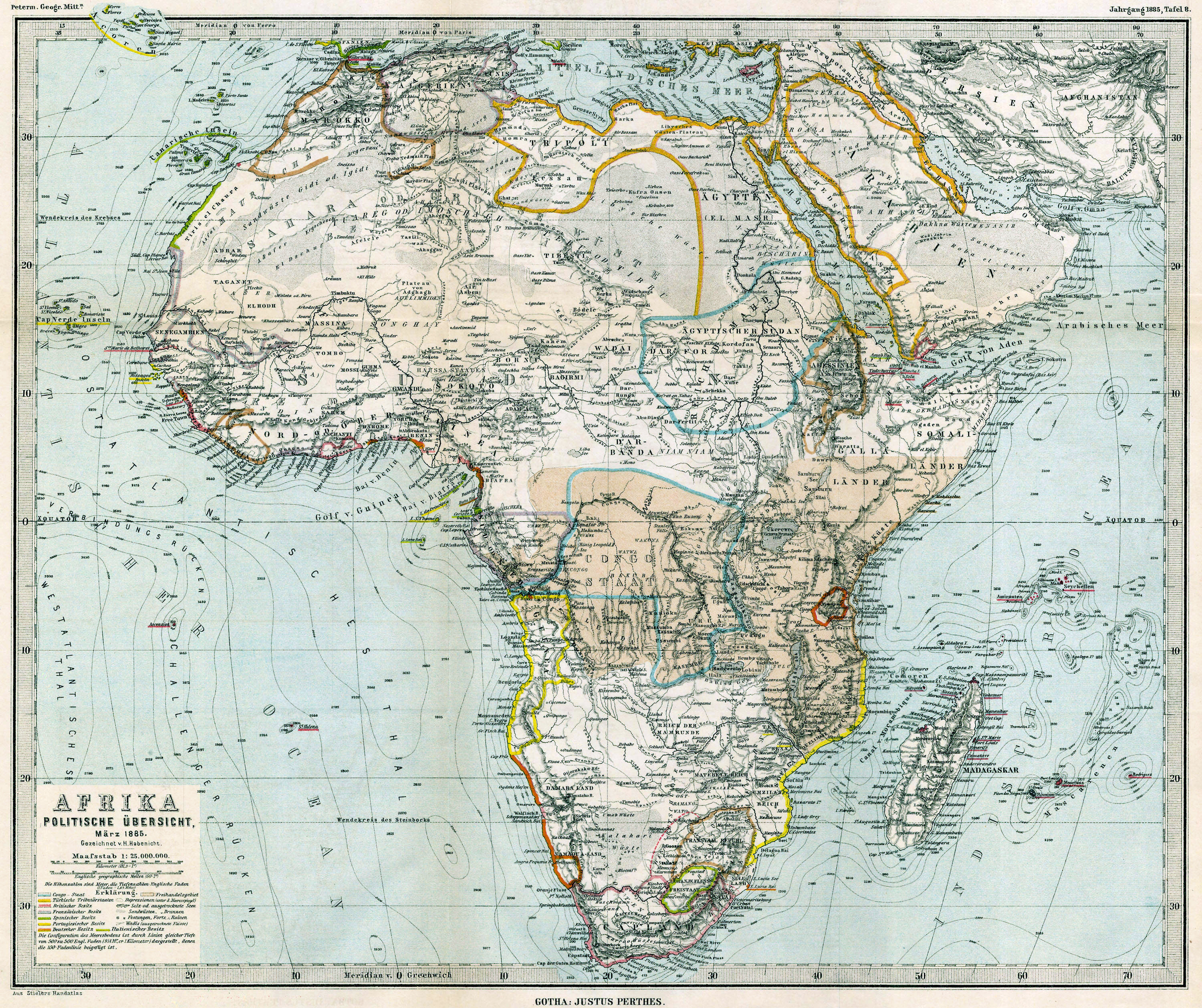
Afrika térképe 1885 márciusából, közvetlenül a konferencia után: a „szabadkereskedelmi övezet” területe bézs színnel satírozva, a Kongói Szabadállam határai kék színnel jelölve

A Kongó-akta tartalmaz a nemzetközi szerződések közül elsőként a befolyási övezetekhez kapcsolódó kötelezettségeket. 38 cikkelye a következő fő pontokat tartalmazta:
- A 14 aláíró hatalom számára a Kongó-medence teljes területén, valamint a Nyasza-tavon és attól keletre az északi szélesség 5°-tól délre szabad volt a kereskedelem.[m 2]
- A Niger és Kongó folyókon való hajózást szabaddá tették.
- A rabszolga-kereskedelmet nemzetközi érvénnyel betiltották, azaz az afrikai és muzulmán kereskedőkre vonatkozólag is. A konferencia azért állt ki a helyi rabszolga-kereskedelem felszámolása mellett, hogy ezzel kivívja a közvélemény elismerését.[4][13]
- Alapvetésként lefektették, hogy csak az a hatalom tehet szert gyarmatra, amelyik ténylegesen is birtokába vette az adott területet („effektivitás elve” avagy „effektív okkupáció elve”). Ennek célja az volt, hogy ne lehessen pusztán névlegesen gyarmatokat létrehozni.
- Afrika partvonalának bármely részén végrehajtott bármely új birtokbavételt vagy védnökség alá vételt közölnie kell az adott hatalomnak a többi aláíróval.
- Az aláíró államok közötti fegyveres konfliktus esetén biztosítva volt a lehetőség, hogy bármelyik hadviselő fél „a konvencionális Kongó-medence területére vonatkozólag a semlegességét kérvényezhesse. (Ezt a 10–11. cikkelyek, míg a kijelölt területet az 1. cikkely tartalmazta.)
- Az evvel párhuzamosan folyó tárgyalások során és a zárókonferencián a Nemzetközi Kongó Társaság által okkupált területeket elismerték a társaság tulajdonának. Ezzel gyakorlatilag Lipót személyes tulajdonaként ismerték el a 2 millió km² nagyságú területet. Bár ez a Kongó-aktában konkrétan nem került említésre, azonban illeszkedett a Kongó-konferencia kontextusába. 1885. augusztus 1-jén, a konferencia lezárulta után pár hónappal Lipót gyarmati helytartója, a brit Francis de Winton tábornok bejelentette, hogy a terület új megnevezése Kongói Szabadállam. Ez a megnevezés így nem volt még használatban a konferencia idején, a résztvevők nem ismerték, és az okmányokon sem szerepel.[3][8]

### Az „effektív okkupáció elve”

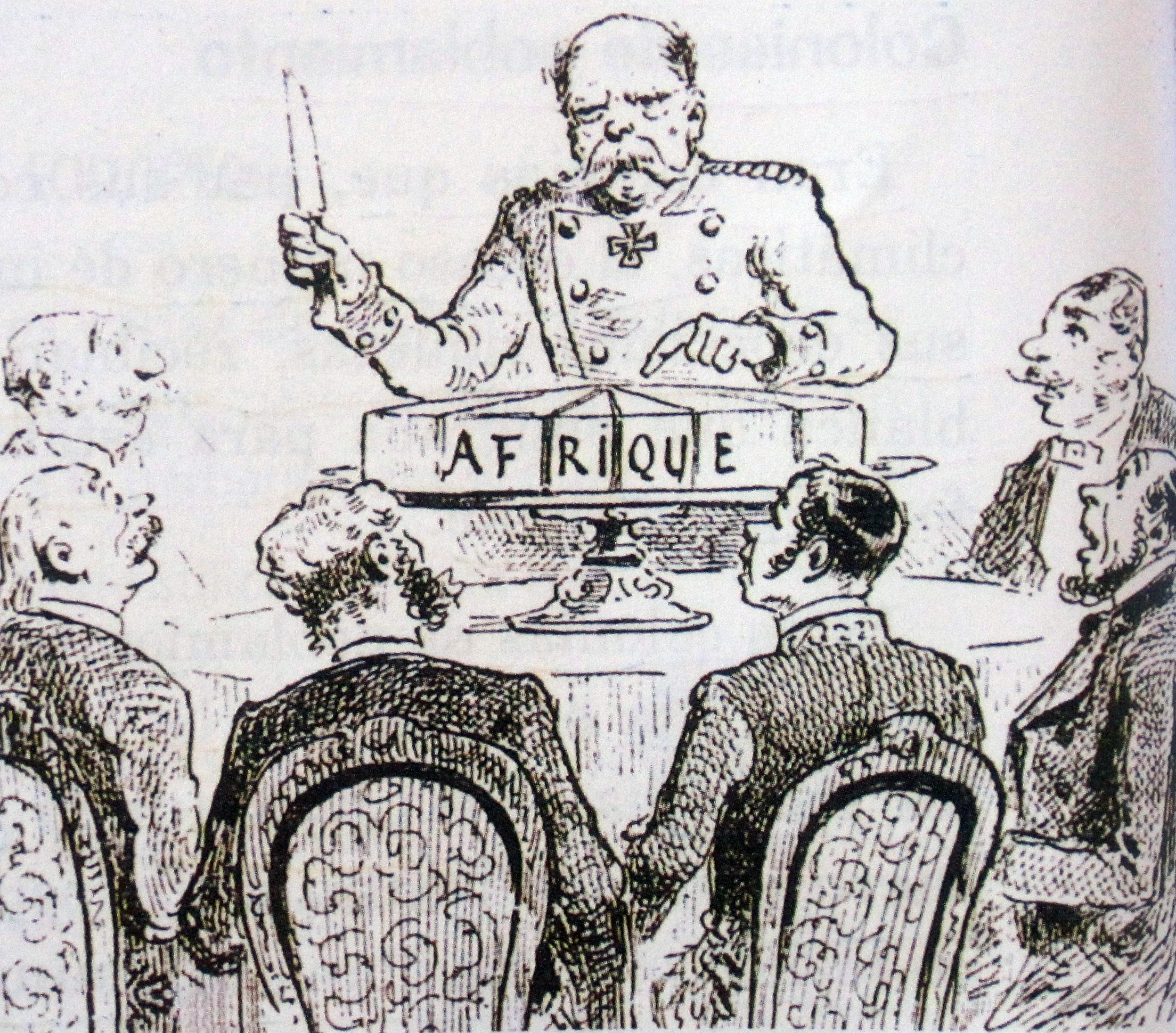
Francia karikatúra a berlini konfliktusról (L’Illustration, 1885)

A Kongó-akta azon részét, mely a sokat vitatott elvet fogalmazza meg, a VI. fejezet két cikkelye tartalmazza. A törvény korabeli magyar megfogalmazásban a következőképpen hangzott:

„VI. FEJEZET

Nyilatkozat azon lényeges feltételekről, melyek teljesitendők, hogy az afrikai földrész partjain eszközlendő uj hóditások hatályosaknak ismertessenek el
34. CZIKK

Azon hatalom, mely az afrikai földrész partjain oly területet veend ezután birtokába, mely jelenlegi birtokain kivül fekszik, vagy a mely eddig ilyeneket nem birván, olyanokat újonnan szerez, nemkülönben az oly hatalom, a mely itt védnökséget vállal el, az illető tényt egy a szerződő többi hatalmakhoz intézendő értesitéssel közli a végből, hogy ily módon nekik netáni felszólamlásaik érvényesitésére alkalmat szolgáltasson.
35. CZIKK

A jelen okmányt aláirt hatalmak elismerik azon kötelezettséget, hogy az afrikai földrész partjain általuk elfoglalt területeken oly hatóság létezését biztositsák, mely a szerzett jogokat és szükség esetében a kereskedelmi és átviteli szabadságot, azon feltételek mellett, melyek e tekintetben megállapittattak, tiszteletben tartani képes.”

Az „effektív okkupáció elve” (angol: principle of effective occupation – a magyar szövegben a szerzett jogokat érvényesíteni képes hatóságok biztosítása utal rá) azt jelentette, hogy a hatalmaknak csak akkor volt joguk saját gyarmatukká nyilvánítani egy területet, ha a saját birtokukat képezte vagy „hatékonyan okkupálták”, azaz ha a helyi vezetőkkel szerződéseket kötöttek, felvonták a gyarmatosító ország zászlaját, megszervezték a terület adminisztrációját és rendőrségét. A gyarmattartó gazdasági hasznot hajthatott magának a területből. Ez az elv nemcsak az európai hatalmak afrikai területek megszerzése szempontjából volt fontos, hanem a tengerentúli birtokok határának megvonása szempontjából is. Az „effektív okkupáció elve” alapján határozták meg több alkalommal a gyarmatok közötti határokat. Habár a Kongó-akta Afrika part menti területeire vonatkozott, az európai hatalmak számos alkalommal maguknak követeltek olyan belső területeket, melyeken nem teljesítették a 35. cikkelyben megfogalmazott „effektív okkupáció” kritériumait.
A berlini konferencián Németország és Franciaország között éles viták folytak az effektív okkupáció hatályosságáról. A kontinensen újonnan érkezőknek számító németek úgy vélték, hogy egyetlen gyarmatosító hatalomnak sincs joga területszerzésre, amíg az állam erős és hatékony politikai ellenőrzést nem gyakorol felette. Nagy-Britanniában úgy vélték, a németeket Afrikában nem fognak tudni területeket szerezni a már megszálltakon kívül, melyekről amúgy hamar kiderült, hogy értékesebbek a Nagy-Britannia által megszerzetteknél. E logika mentén a britek és a franciák általánosan azt feltételezték, hogy a németeknek érdekében áll akadályozni a többi Afrikában jelen lévő európai hatalmat, és a birtokaik feladására akarja kényszeríteni őket, amennyiben nem mutatnak fel kellően erős politikai jelenlétet. Másrészt a briteknek nagy területeik voltak Afrikában, és úgy akarták megtartani őket, hogy közben minimalizálják a vállalt felelősségüket és az adminisztráció költségeit. A konferencián a brit szempont érvényesült.
A megszerzett területek kormányzásától való idegenkedés nyilvánvaló a berlini konferencia protokollja alapján, főként az effektív okkupáció tekintetében. A Németország és Nagy-Britannia közötti nézetkülönbségből származó vita mentén a hatalmak végül abban egyeztek meg, hogy a part mentén létrehozott bázisból kiindulva szabadon lehet terjeszkedni a belső területek felé. Ugyanakkor nem vélték úgy, hogy az okkupáció szabályai európai hegemóniát kell eredményezzenek a területen. A belgák eredetileg az „effektív okkupáció” megkövetelt feltételei közé be akarták venni, hogy annak „békét kell hoznia az adminisztráltak részére”, de Nagy-Britannia és Franciaország kívánságára ezt a pontot törölték a végső dokumentumból.
Ez az elv, hasonlóan a konferencián megfogalmazott többi elvhez, lehetővé tette a gyarmatosítók számára Afrika meghódítását a lehető legkisebb adminisztrációs ráfordítással és ellenőrzés-gyakorlással. A konferencia idején kevésbé vonatkozott Afrika belső területeire, azonban hivatkozásul szolgált minden az afrikai partokon területtel rendelkező gyarmatosító hatalom számára meghatározatlan méretű belső terület feletti politikai befolyás gyakorlására (angolul hinterland theory). Mivel Afrika „szabálytalan” formájú, ez a teória problémákat okozott, és később mellőzték.

### Résztvevő országok és küldötteik

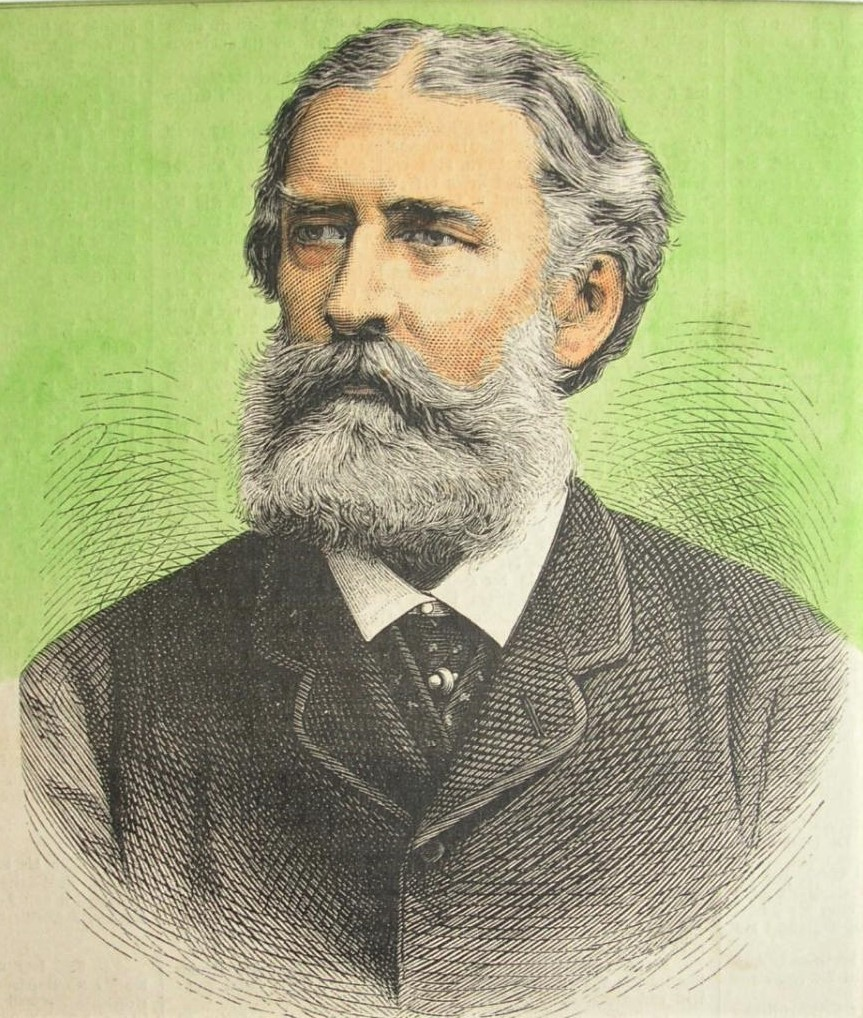
Széchényi Imre, a Monarchia teljhatalmú megbízottja a konferencián

| Állam                    | Teljhatalmú megbízott(ak)                                                |
| ------------------------ | ------------------------------------------------------------------------ |
| Német Birodalom          | Otto von Bismarck Paul von Hatzfeldt Clemens Busch Heinrich von Kusserow |
| Osztrák–Magyar Monarchia | Széchényi Imre                                                           |
| Belgium                  | Gabriel August van der Straten-Ponthoz Auguste Lambermont                |
| Dánia                    | Emil Vind                                                                |
| Spanyolország            | Francisco Merry y Colom, Beñomar első grófja                             |
| Egyesült Államok         | John A. Kasson Henry S. Sanford                                          |
| Franciaország            | Alphonse de Courcel                                                      |
| Egyesült Királyság       | Edward Baldwin Malet                                                     |
| Olasz Királyság          | Edoardo de Launay                                                        |
| Hollandia                | Philip van der Hoeven                                                    |
| Portugália               | Antônio José da Serra Gomes António de Serpa Pimentel                    |
| Orosz Birodalom          | Pjotr Kapnist                                                            |
| Svédország–Norvégia      | Gillis Bildt                                                             |
| Oszmán Birodalom         | Mehmed Szaid pasa                                                        |

### Agenda
- Portugália–Nagy-Britannia: A portugál kormányzat egy olyan tervezetet vázolt fel a konferencia után, melyben Angola és Mozambik között szárazföldi kapcsolat állt fenn a köztes területek megszerzése révén. Ezt az ún. rózsaszín térképen mutatták be, melyen a portugál igényeket (a mai Zambia, Zimbabwe és Malawi kisebb-nagyobb területeit) rózsaszínnel jelölték. A korábbi konferencián jelenlévő franciák és németek nem ellenezték a portugál elképzeléseket, viszont a britek igen. Ezért a konferencia után pár évvel, 1890-ben a brit kormányzat ultimátumot küldött Portugáliának, melyben a területről való kivonulásukat követelte, közte olyan területekről is, ahol a portugálok már érvényes védnökségi szerződést kötöttek a helyi vezetőkkel, a briteknek pedig semmilyen jelenléte nem volt. Ezzel megszegték mind az 1386-os windsori egyezményt (mely a két ország kölcsönös segítségnyújtásáról szólt), mind magát a Kongó-aktát is.[forrás?]
- Franciaország–Nagy-Britannia: A két ország abban egyezett meg, hogy a Nigerben lévő Saytól a Csád-tótól északkeleti részén lévő Marouaig terjedő vonal lesz a határ. Ettől északra a franciák, ettől délre pedig a britek szerezhetnek területet. A Nílus medencéje brit, a Csád-tó medencéje francia érdekszférába tartozott. Ezenkívül az északi szélesség 11° és 15° között a határvonal Ouaddai között halad el, ami francia, míg a szudáni Dárfúr brit terület lesz. Valójában egy 200 km széles senkiföldje jött létre a keleti hosszúság 21° és 23° között.
- Franciaország–Németország: A terület attól a vonaltól északra, ami a keleti hosszúság 14° és Miltou kereszteződése adott ki, francia, míg az attól délre eső terület német lett (a későbbi Német Kamerun).
- Nagy-Britannia–Németország: Az érdekszférák elkülönítése egy a Benue folyó melletti nigériai Yolán, majd a Dikoán áthaladó vonal mentén fel a Csád-tóig tartott. A Kongó-aktában foglaltakat Németországgal szemben brit részről már az első világháborúba való belépésük első napján, 1914. augusztus 4-én megszegték, amikor brit katonák tűz alá vettek a Viktória-tavon közlekedő német kereskedelmi hajókat és őrposztokat Német Kelet-Afrika területén. A nemzetközi egyezményt pár nappal később, augusztus 8-án ismét megszegték, mikor tűz alá vették a Dar es-Salaam-i rádióállomást arra hivatkozva, hogy az kommunikációt folytat a Königsberg cirkálóval.[15]
- Franciaország–Olaszország: Olaszország a ráktérítő és a keleti hosszúság 17. fokának metszéspontjától az északi szélesség 15° és a keleti hosszúság 21° alkotta vonaltól északra lévő területeket kapta meg.

## A konferencia hatása

Gyarmatok Afrikában (1914)

A konferencia lehetőséget biztosított a látens európai ellenségeskedések külső irányba való levezetésére, új területeket biztosított a terjeszkedéshez a növekvő amerikai, orosz és japán befolyás idején, valamint mintát adott a jövőbeni ellenségeskedések konstruktív párbeszéddel való kezelésére. Afrikában a gyarmatosítás csaknem az egész kontinenst érintette. Amikor az afrikaiak a második világháború után visszanyerték a függetlenségüket, széttöredezett államokat örököltek.
A verseny az afrikai területekért a konferencia után felgyorsult, mivel a gyarmattartó országoknak még a befolyási övezetüknek tartott területeken is hatékony ellenőrzést kellett kiépíteniük. Főként Közép-Afrikába küldtek ki expedíciókat, hogy a helyi uralkodókat szerződések aláírására vegyék rá, akár fegyveres erő alkalmazásával is, mint történt az például Msirivel, Katanga királyával 1891-ben, akit Lipót társaságának emberei öltek meg. A beduinok és berberek uralta szaharai és szubszaharai államokat a franciák rohanták le több háborút vezetve ellenük és hódították meg a területeiket az első világháború előtt. A britek Dél-Afrikából északi és Egyiptomból déli irányba terjeszkedtek, miközben olyan államokat hódítottak meg, mint a Mahdista Állam, a Zanzibári Szultanátus vagy a korábban, még 1879-ben legyőzött Zulu Királyság. Dél-Afrikában ezt követően felszámolta a független búr államokat, Transvaalt és Oranje Szabadállamot.
Néhány éven belül Afrikát névlegesen felosztották a Szaharától délre. 1895-re már csak a következő államok maradtak függetlenek:
- Marokkó, gyarmati konfliktusba keveredett Franciaországgal és Spanyolországgal, melyek 1911-ben felosztották területét egymás között.
- Libéria, az Egyesült Államok támogatásával alapították azzal a céllal, hogy a felszabadított rabszolgák visszatérhessenek Afrikába.
- Etiópia, az egyetlen szabad őslakosok alapította állam, mely elhárította az Eritrea felől érkező olasz támadást az első olasz–etióp háború során (1889–1896). A britek az első világháború után hozzájárultak az olaszok általi megszerzésének, miután a német gyarmatokból azok a nekik tett ígéretek ellenére nem részesülhettek. Erre 1936-ban került sor, a második olasz–etióp háború végén.
- Majeerteen Szultanátus (Migiurtinia), a 18. század elején alapított államot Olaszország annektálta a 20. században.
- Hobyói Szultanátus (Obbia), az előző szultanátusból szakították ki, mely Szomália északi részén uralkodott a 20. századig, míg meg nem szerezték az olaszok. Ugyanők 1912-ben Líbiát is megszerezték.

A következő búr államok veszítették el a függetlenségüket a Brit Birodalom agressziója következtében – a második búr háború során, 1899–1902-ben – a konferenciát követő évtized folyamán:
- Oranje Szabadállam
- Dél-afrikai Köztársaság (Transvaal Köztársaság)

1902-re Afrika területének 90%-a európai függőségbe került. A Szahara nagy része francia gyarmat lett, de a Mahdi-felkelés és a fashodai incidens rendezése után Szudán brit-egyiptomi (kondomínium) lett. Egyiptomban az alkirály (kedive) uralkodott brit megszállás mellett, majd az ország 1914-ben szultanátusként brit védnökség alá került. Marokkót Franciaország és Spanyolország osztotta fel, míg Líbiát 1912-ben Olaszország foglalta el.

## A konferencia megítélése
A történészek a berlini konferenciára sokáig az Afrikáért zajló versenyfutás szabályainak megfogalmazásaként tekintettek, de az újabb tudományos nézet megkérdőjelezi a jogi és gazdasági hatását. Egyesek úgy érveltek, hogy a konferencia az imperializmus középpontjában állt. W. E. B. Du Bois afroamerikai történész 1948-ban azt írta, hogy a transzatlanti rabszolga-kereskedelem mellett a modern időkben „Afrikának a francia-porosz háború utáni felosztása (…) az 1884-es berlini konferenciával felvirágoztatta az imperializmust”, és hogy „az imperializmus jelenlegi valósága Afrikában gazdasági [jellegű]”, és ez tovább von el vagyont a kontinensről. Más történészek a nemzetközi jogra tett hatását vitatják. Az effektív okkupáció és a befolyási övezetek szóba kerülése szerintük nem jelentenek nagy fejleményt a nemzetközi jog és az imperializmus tekintetében. Egyes érvelések szerint maga a konferencia inkább volt sikertelen, és Németországot vádolták az Afrikáért indult verseny megindulásáért.

## Fordítás
- Ez a szócikk részben vagy egészben  a   Kongo Konferenz című német Wikipédia-szócikk ezen változatának fordításán alapul.  Az eredeti cikk szerkesztőit annak laptörténete sorolja fel. Ez a jelzés csupán a megfogalmazás eredetét és a szerzői jogokat jelzi, nem szolgál a cikkben szereplő információk forrásmegjelöléseként.
- Ez a szócikk részben vagy egészben  a   Berlin Conference című angol Wikipédia-szócikk ezen változatának fordításán alapul.  Az eredeti cikk szerkesztőit annak laptörténete sorolja fel. Ez a jelzés csupán a megfogalmazás eredetét és a szerzői jogokat jelzi, nem szolgál a cikkben szereplő információk forrásmegjelöléseként.

## Online elérhető dokumentumok
- 1886. évi XIV. törvénycikk az Afrika némely (Kongo) vidékére vonatkozó kérdések szabályozása iránt tartott berlini értekezlet főokmányának beczikkelyezéséről. netjogtar.hu, 2018-07-08. (Hozzáférés: 2020. november 22.) (PDF)
- Reichstagsprotokolle zur Kongokonferenz vorgelegt im April 1885 (A német birodalmi gyűlés Kongó-konferenciával kapcsolatos 1885 áprilisában benyújtott protokolljai, közte a Kongó-akta – német nyelven)
- Staatsbibliothek zu Berlin: Amtspresse Preußens (Neueste Mittheilungen) zur deutschen Kolonialpolitik (1884–1894) Archiválva 2007. október 21-i dátummal a Wayback Machine-ben (A kormányzati sajtó a német kolonializmus kezdetén és a berlini konferencia idején – német nyelven)

## Weblinkek
- 1886. évi XIV. törvénycikk az Afrika némely (Kongo) vidékére vonatkozó kérdések szabályozása iránt tartott berlini értekezlet főokmányának beczikkelyezéséről. netjogtar.hu, 2018-07-08. (Hozzáférés: 2020. november 22.) (PDF)
- General-Akte der Berliner Konferenz (Kongokonferenz). Wikisource, 2018-07-08. (Hozzáférés: 2020. november 23.) – A záródokumentum szövege francia és német nyelven
- General Act of the Berlin Conference on West Africa, 26 February 1885. loveman.sdsu.edu. (Hozzáférés: 2020. november 23.) – A záródokumentum szövege angol nyelven (PDF)
- Im Geiste guten gegenseitigen Einvernehmens – Bismarcks Afrika-Konferenz von 1884/85 Online-Version von Das Schlüsselereignis des modernen Kolonialismus. Vorgeschichte, Ziele, Verlauf und Folgen der Berliner Afrika-Konferenz. In: Berliner Entwicklungspolitischer Ratschlag e. V. (BER) und INKOTA-netzwerk (Hrsg.): Der Kolonialismus und seine Folgen – 125 Jahre nach der Berliner Afrika-Konferenz. Berlin 2009, Berlin Postkolonial e. V. – Haus der Demokratie und Menschenrechte
- 1885: Der Sturm auf Afrika – Ein Kontinent wird geteilt.[halott link] ARTE, Februar 2011
- Helmut Bley: Künstliche Grenze, natürliches Afrika? Um die Berliner Kongokonferenz von 1884-1885 ranken sich allerhand Mythen. In: iz3w (Informationszentrum 3. Welt) 282 (Januar/Februar 2005), S. 280–283.
- Alexander Bahar: Die Aufteilung des „schwarzen Kontinents“. Telepolis, Februar 2010
- Saul David: Slavery and the ’Scrumble for Africa’. BBC History, 2011-02-17. (Hozzáférés: 2020. november 1.)

Dokumentumfilm
- 1885: Der Sturm auf Afrika - Ein Kontinent wird geteilt., ARTE F/RBB, 2010 (francia dokumentumfilm a Kongó-konferenciáról)